# Pedagogía forestal
Pedagogía del bosque o pedagogía forestal (Forest School en inglés, Waldpädagogik en alemán) es un término que hace referencia a un tipo de escuela (y por extensión, de sistema educativo) cualificada, que emplea el bosque y la silvicultura como medio participativo de la educación ambiental. 
El término, si bien no aparece recogido como tal en la legislación alemana, es comúnmente utilizado en los círculos educativos y pedagógicos. Siempre hace referencia a la educación ambiental relacionada con los bosques y al aprendizaje holístico en el hábitat forestal. La pedagogía de la Escuela Bosque se considera hoy como parte de la Educación para el desarrollo sostenible (EDS) de la Década de la ONU. 

## Definición
Las raíces de la pedagogía forestal se encuentran a principios del siglo XX. Klaus Seeland (1999) menciona al maestro y fundador de la primera escuela forestal suiza Corray (1912) como pionero de la pedagogía del bosque.  Corray quería "equilibrar la educación en nuestra era de las máquinas" y "educar a nuestros jóvenes para que amen la naturaleza y la patria" (Bolay, 1998).  Las primeras escuelas bosque y sus respectivas casas para jóvenes se fundaron después de la Segunda Guerra Mundial. En 1947 fue creada la fundación para la protección de los bosques alemanes (Schutzgemeinschaft Deutscher Wald), una asociación importante para la pedagogía forestal en ese momento y en la actualidad. 
Definición de trabajo:
- La educación forestal es una forma de educación natural que busca vivenciar y aprender, de manera integral, cercana al alumnado y a través de la experiencia práctica, el conocimiento de los contextos ecológicos y sociales de los bosques y la naturaleza, a fin de contrarrestar el extrañamiento del alumnado con la naturaleza.
- Su objetivo es guiar a las personas de manera integral, es decir, con "sus cabezas, corazones y manos", hacia una acción responsable en red utilizando el ejemplo del bosque.
- La pedagogía de los bosques quiere permitir la experiencia práctica, holística y el aprendizaje sin competencia o lucha. Quiere despertar la comprensión de las conexiones ecológicas y sociales en la naturaleza y mostrar la diversidad del bosque de hábitats y sus ciclos naturales para todos los grupos de edad.  A pesar del tamaño del bosque, se concede importancia a la seguridad. Los olores de los bosques naturales tienen un efecto calmante sobre el equilibrio mental. Quiere actuar como un contrapeso a nuestro mundo tecnológico y permitir experiencias individuales de primera mano.
- La educación del bosque abarca todos los procesos de aprendizaje del hábitat del bosque y sus funciones, lo que permite a los individuos y a la sociedad pensar y actuar a largo plazo, de manera sostenible, holística y responsable en interés del bien común.

La pedagogía forestal es un trabajo educativo para promover la comprensión y la aceptación del uso sostenible de los bosques y es parte de una "Educación para el Desarrollo Sostenible" en el contexto del Decenio de las Naciones Unidas 2005-2014 de las Naciones Unidas.

## El bosque como lugar de aprendizaje
El bosque es un hábitat natural, probablemente el más natural en la Europa central urbanizada. Sus espacios funcionan de manera educativa y tienen una estética sensación de bienestar. Los espacios como "terceros educadores" son metódica y didácticamente significativos.  Al abandonar la escuela convencional hacia lugares de aprendizaje auténticos, se lleva a cabo un aprendizaje orientado a la vida y al trabajo. Aprender también significa reunir experiencias, procesarlas y reflexionar sobre ellas. 
El bosque fascina y despierta sensaciones. Los bosques son dinámicos y vivos. La vista deambula. El ojo se acomoda constantemente el enfoque visual de cerca a lejos y viceversa. En el bosque siempre hay un sonido natural y un olor de fondo que influyen en el subconsciente. La persona se mueve en el bosque en estos campos sensoriales y lentamente todos sus canales sensoriales se abren. Se percibe cada vez más: el susurro de las hojas, el canto de los pájaros e incluso el silencio son audibles. El aire fresco y húmedo, a veces mohoso, despierta sentimientos. El calor y el frío pueden ser experimentados.  El cerebro trabaja constantemente para procesar la variedad de impresiones recibidas. La concentración y la relajación requieren de cierto tiempo. 
La educación forestal busca el equilibrio entre la vida y el aprendizaje, entre los juegos y el trabajo, y entre la educación y la enseñanza. Ella quiere unirse en la experiencia emocional y cognitiva. Los pedagogos especializados en ella utilizan este marco de condiciones para el desarrollo de las actividades, que son unidas en sus programaciones didácticas mediante un hilo conductor común. Aquí no es importante lo que se diga a los participantes. Los educadores forestales hacen ofertas, seducen a las personas para que se vuelvan proactivas y les ayudan a descubrir el mundo y descubrir su belleza. Las ubicaciones de los bosques son más que un telón de fondo. Todos los materiales pedagógicos deseables se pueden encontrar en el bosque. La educación mediante escuelas bosque pretende enseñar pero no ser una enseñanza, sino que vivir de la naturaleza misma. 
Las actividades en el bosque son percibidas de manera diferente por diferentes personas. Lo que es emocionante para uno, puede resultar aburrido al otro. Lo que para uno resulta una realidad creada o escenificada, para otros participantes es una experiencia como fascinante. Es difícil complacer a todos y, sin embargo, siempre tiene éxito.  Algunos niños viven en el bosque y muestran nuevas páginas. Muchos niños tranquilos se han vuelto muy animados. Otros, a veces nerviosos, se vuelven tranquilos y reflexivos en el bosque, cuando se toman el tiempo y el espacio necesarios para hacerlo. La pedagogía del bosque afirma trabajar tanto con objetivos grupales como con objetivos centrados en el individuo. 

## Objetivos

### Objetivos pedagógicos
Bolay afirma en 1998 "de ninguna manera está anticuado el valioso redescubrimiento".  El aprendizaje holístico según el concepto de Pestalozzi "aprender con cabeza, corazón y mano" es un pilar fundamental.  La belleza de la naturaleza y las experiencias sensoriales enfatizan el valor de preservarla. Las esperanzas y el sentido de autoeficacia se fortalecen. Esto significa que la belleza y la experiencia con todos los sentidos, la curiosidad y la investigación mediante "aventuras" ocupan un lugar central. El aprendizaje y la comprensión se hacen posibles a través del encuentro directo con la naturaleza y la sensibilización de todos los sentidos. 
El bosque debe ser convertirse en un escenario vivible y comprensible. Esto se puede lograr de una manera lúdica.  Las actividades individuales y grupales del bosque, las experiencias creativas y meditativas estimulan la autonomía en el bosque. Las emociones no solo están permitidas sino que deben ser despertadas. 
Muchos niños y adolescentes casi no van al bosque hoy en día. 
Las relaciones personales y las experiencias directas son importantes. La comprensión se entiende en el sentido literal. El bosque debe hacerse palpable y sentirse con las manos. De nuevo, el aprendizaje y la comprensión se hacen posibles a través del encuentro directo con la naturaleza y la sensibilización de todos los sentidos. 
La educación en el bosque también quiere impartir conocimientos (entendidos como contenidos curriculares). La formación de una imagen del mundo y de la humanidad, la integración del conocimiento y las experiencias en la vida cotidiana son parte del proceso educativo. Se trata de cultivar actitudes y ser conscientes del medio ambiente, porque existe una relación estrecha entre el conocimiento y las actitudes. Aquí funciona la cita "solo puedo amar lo que conozco, y solo puedo proteger lo que amo. No protegemos lo que no conocemos". La educación en el bosque utiliza a este para la educación del carácter a ciudadanos ambientalmente conscientes. A través de la práctica y la experiencia relacionada con la vida, esta práctica pedagógica también pretende compensar la actual concepción del ocio orientado hacia el consumo. 
La pedagogía forestal está dirigida al trabajo juvenil, a la conservación activa de bosques y al aprendizaje práctico de la biología. Esta pretende ser un concepto educativo y formativo. Por ello, las administraciones forestales (en Alemania) están obligadas a ofrecer formación en la pedagogía del bosque. La educación ambiental relacionada con los bosques tiene como objetivo complementar la educación escolar. 

### Objetivos a destacar
Al menos tres objetivos relacionados son significativos: 
Primer Objetivo: Resolución de la paradoja del matadero.  El estudio de Pauli y Suda (1999) sobre la imagen de la silvicultura en el público tuvo un efecto impactante en la cultura forestal, que dura hasta la actualidad. Esta representativa encuesta realizada en la República Federal Alemana reveló: 
- La madera se considera una materia prima útil, pero se percibe como aislada en gran parte de su origen y su extracción del bosque.
- Cuando se preguntó acerca de la silvicultura, el 24% refirió no pensar nada en absoluto, el 28% afirmó tener conocimientos muy generales y al 24% le sugirieron ideas como el peligro forestal y la pérdida de bosques.
- El bosque y la madera son populares. La silvicultura está oculta, por lo general ni siquiera se menciona.
- El 53% no sabe que los bosques alemanes son gestionados de forma sostenible. Probablemente muchas personas no saben qué es la agricultura sostenible.
- El 69% de los adolescentes calificaron las caídas de árboles como dañinas para el bosque.
- El componente económico de la silvicultura apenas se nota.
- La opinión popular sobre el aprovechamiento forestal tiende a ser negativa.
- Tales valores y juicios rara vez son fundamentados racionalmente.

Algo similar ocurre en la opinión pública, como "comer carne es popular, pero implica matar a animales adorables", por lo que los autores hablan de la "paradoja del matadero".  El vínculo lógico bosque (uso forestal) - madera está escasamente presente en la conciencia de la población.  Los bosques y la madera tienen una calificación positiva, mientras que la silvicultura se clasifica como dañina. Es obvio que a muchos no les queda claro que la madera en bruto que crece en el bosque, es recolectada por la silvicultura y puesta a disposición de la sociedad como materia prima. El cuidado amoroso por el bosque, se mezcla con una imagen del bosque a menudo transfigurada románticamente. El aprovechamiento del bosque no encuentra su lugar en tales imágenes y sentimientos.  Las personas que piensan tan paradójicamente son muy conscientes de que incluso los árboles son seres vivos e importantes para nuestras vidas. 
Segundo Objetivo: La silvicultura sostenible como ejemplo.  La silvicultura sostenible se puede comunicar al público como un sistema económico modelo, modelado en otros sectores económicos. En una silvicultura sostenible, el pensamiento intergeneracional a largo plazo es una actitud fundamental y ejemplar. Los profesionales forestales necesitan pensar y planificar su carrera a largo plazo. En la silvicultura, está claro que el abuelo cuida de los nietos y que los nietos o bisnietos cosechan lo que el bisabuelo ha plantado. La silvicultura cercana a la naturaleza quiere reunir los aspectos de la ecología, la economía y los asuntos sociales. Una de las tareas de la pedagogía en el bosque es enseñar esto a las personas con las metodologías correctas. 
Tercer Objetivo: Pensamiento orientado al futuro y al ciclo.  El pensamiento orientado hacia el futuro y al ciclo de una silvicultura ecológica puede convertirse en un modelo para la economía. No hay desperdicio en el bosque. Todo lo que no se usa permanece en el suelo y vuelve a los procesos de circulación natural. En el reciclaje natural, los residuos se convierten en materia prima. La madera está esencialmente hecha de carbono, que el árbol capta como dióxido de carbono de la atmósfera, eliminándolo de esta.  Si la madera se utiliza a largo plazo en la construcción de viviendas o en muebles, el dióxido de carbono se elimina de la atmósfera de manera efectiva y permanente. Solo cuando se pudre o quema este dióxido de carbono se libera nuevamente. Estos hechos son de suma importancia en términos de calentamiento global. 
La educación ambiental tiene la tarea de familiarizar a las personas con el conocimiento ecológico, promover sus intereses y valores con respecto a un enfoque cauteloso de la naturaleza y el medio ambiente, y alentarlos a actuar de una manera ambientalmente consciente. La educación ambiental relacionada con los bosques quiere identificarse con dichos conceptos e integrar el principio de silvicultura sostenible a nivel local y global. Resolver los próximos problemas ambientales es el trabajo de los adultos. Los niños y adolescentes deben estar preparados para enfrentar estos desafíos en el futuro mejor que como lo hacemos nosotros hoy. Quien entiende el principio de sostenibilidad forestal lo logrará más fácilmente. 

### Objetivos educativas
La pedagogía forestal debe transmitir conocimientos orientados al grupo objetivo, actualizados y profesionalmente correctos. Eleva la conciencia sobre los temas forestales. Se basa en el mundo vital del individuo.  La gestión forestal sirve como un modelo de sostenibilidad que incluye y considera aspectos ecológicos, económicos, sociales y culturales. La competencia para el diseño de eventos de pedagogía forestal debe ser entrenada y apoyada por: 
- Un pensamiento y actuación Interdisciplinarios y centrados en la búsqueda del origen de las cosas.
- El aprendizaje de la participación en la solución de problemas actuales y reales.
- El esclarecimiento de dónde el bosque y la silvicultura son importantes para la vida cotidiana de cada individuo.
- Cooperaciones entre ciencia, escuela, empresa y práctica.
- El pensamiento y la acción en red local y regional con respeto hacia los fundamentos naturales de la vida.

La pedagogía del bosque comunica valores como el respeto por los bosques, la naturaleza y el medio ambiente, y el uso responsable y sostenible de los recursos naturales, así como la responsabilidad y el cuidado de las generaciones futuras.